# Salle Molière
La salle Molière est une salle de concerts municipale du 5e arrondissement de Lyon située dans le Palais Bondy, dans le quartier Saint-Paul, sur le quai de Bondy, en rive droite de la Saône.

## Histoire
Située dans le Palais Bondy, à côté de la Salle Witkowski, plus petite, construite à l'origine pour les concerts du Conservatoire de Lyon et inaugurée  en 1912, la salle Molière avait une capacité initiale de neuf cents spectateurs répartis en plusieurs niveaux, entre parterre, loges, amphithéâtre et galerie. Sa décoration a été réalisée par Louis Bardey, professeur à l'école nationale des beaux-arts de Lyon et celle des escaliers accédant aux salles d’exposition sont dues à Alexandre Baudin. Elle ne compte plus aujourd'hui que sept cents places.
Le nom de la salle rend hommage à Molière  qui s’était installé avec sa troupe à Lyon en 1652. Il y a écrit l'Étourdi qu’il a joué pour la première fois en 1655 dans le Jeu de Paume, aujourd'hui détruit, qui était situé à l'emplacement du Palais Bondy.

## Programmation

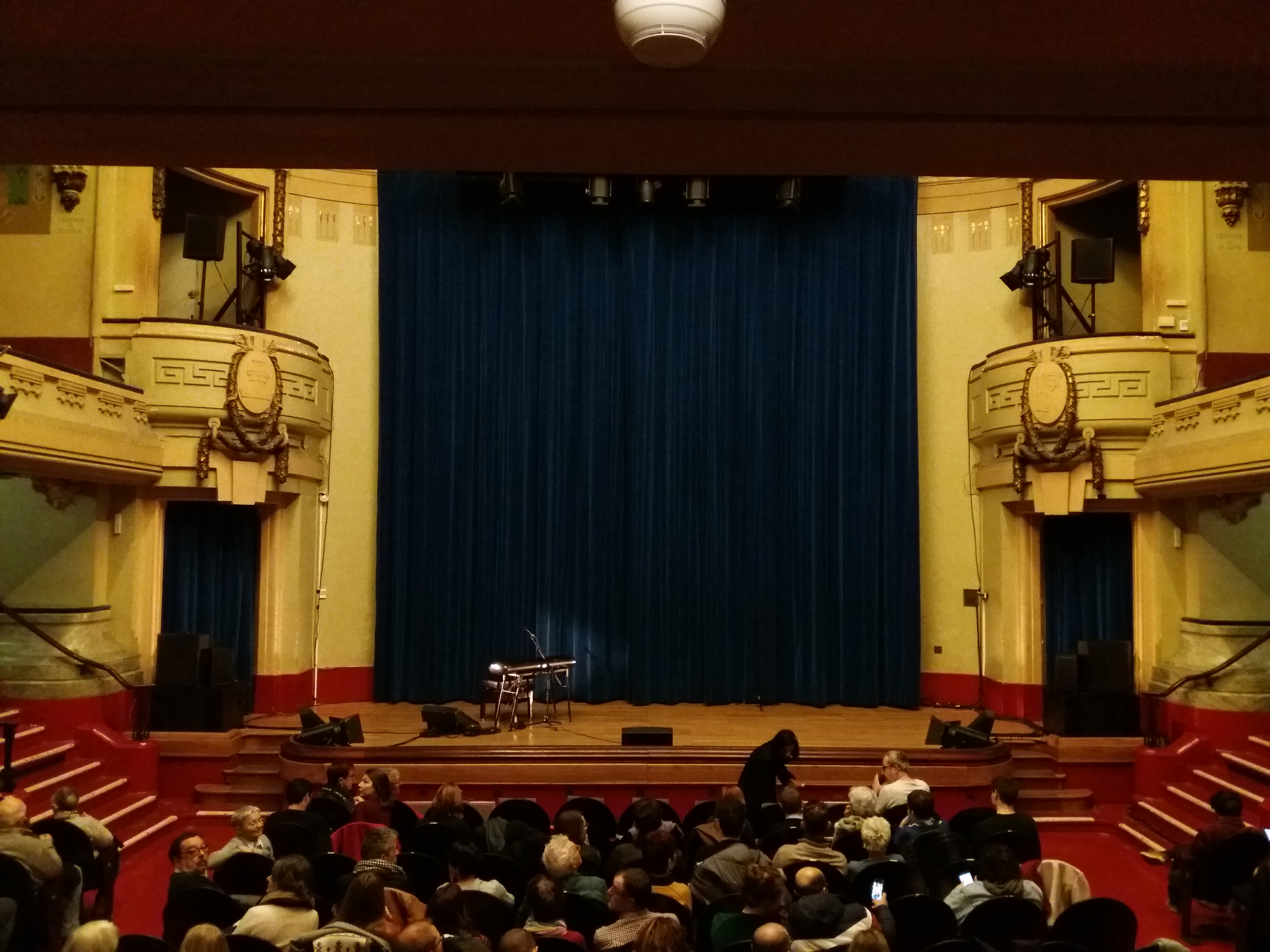
Intérieur et scène.

Elle est principalement utilisée dans le cadre de concerts de musique classique, notamment par  l'association Fortissimo Musiques ou Piano à Lyon, ou encore la société de musique de chambre de Lyon, ainsi que dans le cadre des concerts donnés par l'Association Frédéric Chopin. Elle accueille également des manifestations dans le cadre du festival les Quais du polar.
De nombreux interprètes de renommée nationale et internationale s'y sont déjà produits en concerts, comme Nelson Freire, Martha Argerich, Vladimir Sverdlov, Nicholas Angelich, Jean-François Zygel, Katia et Marielle Labèque ou encore Michel Dalberto.